# Geigenbach (Gaißach)
Der Geigenbach ist ein etwas über einen Kilometer langer linker und südlicher Zufluss der Großen Gaißach im zum Naturraum Tölz-Tegernsee-Chiemgauer Flyschalpen gehörenden Nordausläufer des westlichen Mangfallgebirges auf dem Gebiet der Gemeinde Waakirchen im oberbayrischen Landkreis Miesbach.
Der Geigenbach entsteht aus dem Zusammenfluss des Schreibbachs und eines Büschels von Gräben an den Nordhängen des Gronetsecks. 